# Roestelia malyi
Roestelia malyi är en svampart som först beskrevs av Picb., och fick sitt nu gällande namn av F. Kern 1973. Roestelia malyi ingår i släktet Roestelia och familjen Pucciniaceae.   Inga underarter finns listade i Catalogue of Life.